# Il bagno rituale
Il bagno rituale (in originale The Ritual Bath) è il primo romanzo della scrittrice Faye Kellerman, pubblicato nel 1986.
Nascono con questo libro i protagonisti di una ventina di romanzi che in Italia sono praticamente sconosciuti: l'investigatore Peter Decker (quasi quarantenne, di origine ebraica ma adottato e cresciuto da una famiglia cristiana) e Rina Lazarus (giovane vedova ventiseienne, ebrea che ha scelto di vivere in una comunità giudaica ortodossa per poter crescere i propri figli).

## Trama
Peter, sulle tracce di uno stupratore seriale, viene chiamato ad indagare sulla violenza carnale avvenuta in una comunità ebraica stanziata alla periferia di Los Angeles. Il brutale atto è avvenuto appena fuori dall'edificio delle vasche per la purificazione (mikvah) contro una madre di famiglia sconvolta più nella mente che nel  corpo.
Per Peter, considerato un non ebreo, non è facile trovare collaborazione e solo la giovane Rina Lazarus lo aiuterà. Nonostante la sua condizione vedovile in una comunità ortodossa e l'inconsapevolezza delle vere origini dell'investigatore, Rina si sentirà attratta così come è evidente il sentimento che Peter prova per lei.

## Edizioni in italiano
- Faye Kellerman, Il bagno rituale, traduzione di Piero Alessandro Corsini, Cooper, Roma 2010
- Faye Kellerman, Il bagno rituale, traduzione di Piero Alessandro Corsini, La Biblioteca di Repubblica-L'Espresso, Roma 2014